# Флаг Брединского района
Флаг Бре́динского муниципального района — официальный символ Брединского муниципального района Челябинской области Российской Федерации. Принят 18 октября 2002 года.

## Описание
«Флаг Брединского района представляет собой прямоугольное полотнище с соотношением ширины к длине 2:3, разделённое по горизонтали на три неравные полосы: верхнюю голубую и среднюю белую каждая в 1/8 полотнища разделённые стенозубчато, и нижнюю зелёную в 3/4 полотнища, воспроизводящую в центе фигуры из герба района: жёлтые кольцо, заполненное пурпуром и вписанное солнце (без изображения лица)».

## Обоснование символики
Флаг муниципального образования «Брединский район» по своему содержанию един и гармоничен: все фигуры флага аллегорически показывают, что Брединский район в основе своей является сельскохозяйственным районом — зелёная часть полотнища, расположенном на берегах реки Сынтасты (приток Тобола) — синяя часть полотнища.
Зелёный цвет — символ весны, радости, надежды, жизни, природы, а также символ здоровья.
Синий цвет (лазурь) в геральдике — символ возвышенных устремлений, мышления, искренности и добродетели.
Центр района — посёлок Бреды, основан в 1843 году как опорный пункт оренбургского казачьего войска (белая часть полотнища) и назван в честь победы в 1813 году русских войск над французами в местечке Бреда (Нидерланды) Этот исторический факт отражён во флаге пурпуром — цветом, олицетворяющем в геральдике достоинство, славу, почёт, мощь.
Белый цвет (серебро) в геральдике — символ веры, чистоты, искренности, чистосердечности, благородства, откровенности и невинности.
В композицию флага в виде солнца (без изображения лица) и кольца, выщербленного вверху фигурой в виде опрокинутого вписанного острия, включён архитектурный памятник эпохи бронзы XVIII—XVI веков до н. э. «Аркаим», открытие которого явилось знаменательной страницей в истории археологической науки. Аркаим — город-крепость, город-мастерская литейщиков, где производилась бронза, город-храм. Чёткость городской планировки, видимая с высоты птичьего полёта, показана на флаге лучами солнца.
Кольцо — символ вечности единства, цельности, убеждённости.
Солнце — источник тепла, мира, согласия, созидательной силы, олицетворяет собой закон вечного обновления.
Жёлтый цвет (золото) в геральдике — это цвет солнца, скрытых сокровищ и богатства, зерна, плодородия, эликсира жизни, символизирует величие, уважение, великолепие.